# Robert Hirsch (actor)
Robert Hirsch (26 de julio de 1925 – 16 de noviembre de 2017) fue un actor teatral y cinematográfico de nacionalidad francesa. Miembro de la Comédie-Francaise, fue durante varias décadas una de las grandes estrellas del teatro francés.

## Biografía
Nacido en L'Isle-Adam, Francia, en el seno de una familia de origen judío, Hirsch se apasionó pronto por el cine gracias a su padre, que poseía una sala de proyección, la Apollo. Ídolo de la actriz Bette Davis, hasta el punto de declarar que aprendió su oficio de actor viéndola trabajar, inició la carrera de bailarín en los años de la Segunda Guerra Mundial. Más adelante, cuando iba a formar parte de la Ópera de París como miembro de la compañía de bailarines, decidió renunciar al puesto pues el coreógrafo Serge Lifar, al que admiraba, no le daba más lecciones. Aconsejado por sus amigos, optó entonces por el teatro, e ingresó en el Conservatorio nacional superior de arte dramático. Se licenció en el año 1948 con dos primeros premios en comedia concedidos por unanimidad, lo cual le abrió las puertas de la Comédie-Française, compañía de la que fue miembro en el año 1952.
Su papel de Arlequín en La Double Inconstance, de Pierre de Marivaux (junto a Micheline Boudet y con escenografía de Jacques Charon) lo dio a conocer al gran público, y el papel le valió elogios de Elsa Triolet. En Le Sexe faible, de Édouard Bourdet, Hirsch hizo una gran actuación como el gigolo Carlos, siendo muy aplaudido por Jean-Jacques Gautier. Gracias a su formación como bailarín conservaba una gran agilidad física, factor que ayudaba a su virtuosismo en escena.
Muy cómodo en los papeles cómicos, especialista en la mímica y en el disfraz, Robert Hirsch obtuvo un gran éxito interpretando a personajes como Scapin en Los enredos de Scapin o Sosie en Anfitrión, de Molière. Pero también fue un buen actor trágico, interpretando por ejemplo a Nerón en Británico, de Jean Racine, obra llevada a escena por Michel Vitold. Durante la administración de Maurice Escande, Hirsch interpretó La Soif et la Faim (de Eugène Ionesco), Tartufo, La resistible ascensión de Arturo Ui, George Dandin, Becket (de Jean Anouilh) y Ricardo III, entre otras piezas. Temiendo el aburrimiento, decidió dejar la Comédie-française en 1974, siendo inmediatamente nombrado miembro honorario.
Intérprete de los más importantes papeles del repertorio clásico, principalmente con la Comédie-Française, Robert Hirsch trabajó también en composiciones de autores vivos, como fue el caso de Eugène Ionesco en 1966 o de Florian Zeller en 2012 y 2016. Tras su salida de la Comédie-française, se dedicó también al teatro de bulevar.
Gran estrella teatral, no conoció el mismo éxito en el cine. Hizo numerosos papeles de reparto a las órdenes de cineastas como Sacha Guitry, Jean Delannoy, Marc Allégret o Henri Decoin y, en los años 1960 protagonizó numerosas comedias de éxito: Monnaie de singe (de Yves Robert), Martin soldat (de Michel Deville) y Pas question le samedi (de Alex Joffé), estrenada en 1964, que le permitió confirmar su reputación de actor adaptable al interpretar a trece personajes diferentes. Sin embargo, Toutes folles de lui, de Norbert Carbonnaux, fue un fracaso parcial. Al siguiente año, y también dirigido por Alex Joffé, compartió protagonismo con Bourvil en el film Les Cracks, que obtuvo un buen resultado de taquilla. Pero sus siguientes películas, Appelez-moi Mathilde (con Jacqueline Maillan) y Chobizenesse (dirigida e interpretada por Jean Yanne), fueron un fracaso comercial. A partir de entonces sus actuaciones cinematográficas se espaciaron, ausentándose de la gran pantalla durante gran parte de los años 1980. Sin embargo, su actuación en Hiver 54, l'abbé Pierre (1990) le valió el César al mejor actor secundario, único galardón recibido por su trayectoria cinematográfica.
Galardonado en 1992 con un Premio Molière honorífico por el conjunto de su carrera, siguió activo hasta el último momento, rechazando la idea de retirarse. Consiguió todavía gran éxito a principios de los años 2010 con la pieza Le Père, de Florian Zeller, por la cual obtuvo el Molière al mejor actor. Su último papel teatral llegó en 2016 en otra obra de Florian Zeller, Avant de s'envoler, que el autor había escrito especialmente para él.
Robert Hirsch falleció en París el 16 de noviembre de 2017, a los 92 años de edad, como consecuencia de una caída accidental ocurrida dos días antes.

## Carrera en la Comédie-Française
- Ingresó el 1 de septiembre de 1948
- Miembro el 1 de enero de 1952
- Dejó la institución el 28 de febrero de 1974
- Nombrado miembro honorario el 1 de marzo de 1974

- Papeles :
- 1948 : Ruy Blas, Victor Hugo, escenografía de Pierre Dux
- 1948 : Le Voyage de monsieur Perrichon, de Eugène Labiche y Édouard Martin, escenografía de Jean Meyer
- 1948 : Monsieur de Pourceaugnac, de Molière, escenografía de Jean Meyer
- 1948 : El enfermo imaginario, de Molière
- 1949 : Las bodas de Fígaro, de Pierre-Augustin de Beaumarchais, escenografía de Jean Meyer
- 1949 : Le Prince travesti, de Pierre de Marivaux, escenografía de Jean Debucourt
- 1949 : Les Temps difficiles, de Édouard Bourdet, escenografía de Pierre Dux
- 1949 : Las preciosas ridículas, de Molière, escenografía de Robert Manuel
- 1949 : Le Soulier de satin, de Paul Claudel, escenografía de Jean-Louis Barrault
- 1949 : Les Précieuses ridicules, de Molière, escenografía de Robert Manuel
- 1949 : Cyrano de Bergerac, de Edmond Rostand, escenografía de Pierre Dux
- 1949 : Le Roi, de Gaston Arman de Caillavet, Robert de Flers y Emmanuel Arène, escenografía de Jacques Charon
- 1949 : Le Mariage forcé, de Molière, escenografía de Robert Manuel
- 1949 : Jeanne la Folle, de François Aman-Jean, escenografía de Jean Meyer
- 1949 : El barbero de Sevilla, de Pierre-Augustin de Beaumarchais
- 1950 : Cyrano de Bergerac, de Edmond Rostand, escenografía de Pierre Dux
- 1950 : Les Fausses Confidences, de Pierre de Marivaux, escenografía de Maurice Escande
- 1950 : L'Homme de cendres, de André Obey, escenografía de Pierre Dux
- 1950 : La Belle Aventure, de Gaston Arman de Caillavet, Robert de Flers et Étienne Rey, escenografía de Jean Debucourt
- 1950 : Les Sincères, de Marivaux, escenografía de Véra Korène
- 1950 : La Double Inconstance, de Marivaux, escenografía de Jacques Charon
- 1950 : Le Président Haudecœur, de Roger Ferdinand, escenografía de Louis Seigner
- 1950 : Le Conte d'hiver, de William Shakespeare, escenografía de Julien Bertheau
- 1951 : Ojo por ojo, cuerno por cuerno, de Georges Feydeau, escenografía de Jean Meyer
- 1951 : El burgués gentilhombre, de Molière, escenografía de Jean Meyer, Estrasburgo y París
- 1951 : El médico a palos, de Molière, Zúrich
- 1951 : Le Veau gras, de Bernard Zimmer, escenografía de Julien Bertheau
- 1951 : Como gustéis, de Shakespeare, escenografía de Jacques Charon
- 1952 : El burgués gentilhombre, de Molière, escenografía de Jean Meyer
- 1952 : La reina muerta, de Henry de Montherlant, escenografía de Pierre Dux, Sao Paulo
- 1952 : Don Juan, de Molière, escenografía de Jean Meyer
- 1952 : Los enredos de Scapin, de Molière, escenografía de Jean Meyer
- 1953 : Le Curé espagnol, adaptación de Roger Ferdinand a partir de John Fletcher y Philip Massinger, escenografía de Jean Meyer
- 1954 : Les Amants magnifiques, de Molière, escenografía de Jean Meyer
- 1955 : Elizabeth la femme sans homme, de André Josset, escenografía de Henri Rollan
- 1956 : L'Amour médecin, de Molière, escenografía de Jean Meyer
- 1956 : La Machine à écrire, de Jean Cocteau, escenografía de Jean Meyer, Bruselas y París
- 1956 : Amédée et les messieurs en rang, de Jules Romains, escenografía de Jean Meyer
- 1956 : Los enredos de Scapin, de Molière, escenografía de Jacques Charon
- 1957 : L'Impromptu, de Marcel Achard, Château de Groussay
- 1957 : Le Sexe faible, de Édouard Bourdet, escenografía de Jean Meyer
- 1957 : Anfitrión, de Molière, escenografía de Jean Meyer
- 1958 : Un homme comme les autres, de Armand Salacrou, escenografía de Jacques Dumesnil
- 1958 : Les Trente Millions de Gladiator, de Eugène Labiche y Philippe Gille, escenografía de Jean Meyer
- 1959 : Le Bouquet, de Henri Meilhac y Ludovic Halévy, escenografía de Jean Meyer
- 1959 : Le Voyage de Tchong-Li, de Sacha Guitry, escenografía de Jean Meyer
- 1959 : Electra, de Jean Giraudoux, escenografía de Pierre Dux
- 1961 : Británico, de Jean Racine, escenografía de Michel Vitold
- 1961 : Un fil à la patte, de Georges Feydeau, escenografía de Jacques Charon
- 1962 : L'Impromptu du Palais-Royal, de Jean Cocteau, gira por Japón
- 1962 : La Troupe du Roy, a partir de Molière, texto y escenografía de Paul-Émile Deiber
- 1963 : Crimen y castigo, de Fiódor Dostoyevski, adaptación de Gabriel Arout, escenografía de Michel Vitold
- 1966 : La Soif et la Faim, de Eugène Ionesco, escenografía de Jean-Marie Serreau
- 1968 : Tartufo, de Molière, escenografía de Jacques Charon
- 1970 : George Dandin, de Molière, escenografía de Jean-Paul Roussillon
- 1970 : La Princesse d'Élide, de Molière
- 1971 : Becket, de Jean Anouilh, escenografía de Jean Anouilh y Roland Piétri
- 1972 : Ricardo III, de William Shakespeare, adaptación de Jean-Louis Curtis
- 1972 : La Troupe du Roy, a partir de Molière, texto y escenografía de Paul-Émile Deiber
- 1972 : El burgués gentilhombre, de Molière, escenografía de Jean-Louis Barrault
- 1976 : Le Molière imaginaire, ballet-comedia de Maurice Béjart, escenografía de Maurice Béjart

## Teatro ajeno a la Comédie-Française
- 1945 : La fierecilla domada, de William Shakespeare, escenografía de Gaston Baty, Teatro Montparnasse
- 1947 : Un amour comme le nôtre, de Guy Verdot, Poche Montparnasse
- 1948 : La Mort de Danton, de Georg Büchner, escenografía de Jean Vilar, Festival de Aviñón
- 1948 : Ricardo II, de Shakespeare, escenografía de Jean Vilar, Festival de Aviñón
- 1948 : Shéhérazade, de Jules Supervielle, escenografía de Jean Vilar, Festival de Aviñón y Théâtre Édouard VII
- 1969 : La resistible ascensión de Arturo Ui, de Bertolt Brecht, escenografía de Georges Wilson, Teatro Nacional Popular
- 1974 : Monsieur Amilcar, de Yves Jamiaque, escenografía de Jacques Charon, Théâtre des Bouffes-Parisiens
- 1975 : L'Abîme y La Visite, de Victor Haïm, escenografía de Jean-François Adam, Théâtre de la Gaîté-Montparnasse
- 1977 : El misántropo, de Molière, escenografía de Jean-Paul Roussillon, Théâtre des Célestins y giras Herbert-Karsenty
- 1978 : Les Papas naissent dans les armoires, de Giulio Scarnicci y Renzo Tarabusi, escenografía de Gérard Vergez, Théâtre de la Michodière
- 1979 : Le Piège, de Ira Levin, escenografía de Riggs O'Hara, Théâtre Édouard VII
- 1980 : Deburau, de Sacha Guitry, escenografía de Jacques Rosny, Théâtre Édouard VII
- 1982 : Deburau, de Sacha Guitry, escenografía de Jacques Rosny, Théâtre des Célestins
- 1983 : Chacun sa vérité, de Luigi Pirandello, escenografía de François Périer, Teatro de los Campos Elíseos
- 1986 : Les Dégourdis de la 11e, de Jacques Rosny, a partir de André Mouezy-Eon y Daveillans, escenografía de Jacques Rosny, Théâtre des Variétés
- 1986 : Mon Faust, de Paul Valéry, escenografía de Pierre Franck, Théâtre du Rond-Point
- 1990 : Moi, Feuerbach, de Tancrède Dorst, escenografía de Stephan Meldegg, Théâtre La Bruyère
- 1992 : El misántropo, de Molière, escenografía de Francis Huster, Théâtre Marigny
- 1993 : Une folie, de Sacha Guitry, escenografía de Jacques Échantillon, Théâtre du Palais-Royal
- 1997 : Esperando a Godot, de Samuel Beckett, escenografía de Patrice Kerbrat, Théâtre du Rond-Point
- 1998: Le Bel Air de Londres, de Dion Boucicault, escenografía de Adrian Brine, Teatro de la Porte Saint-Martin
- 2002: Sarah, de John Murrell, escenografía de Bernard Murat, con Fanny Ardant, Théâtre Édouard VII
- 2006 : The Caretaker, de Harold Pinter, escenografía de Didier Long, Théâtre de l'Œuvre y Théâtre de Paris en 2007
- 2009 : La Serva amorosa, de Carlo Goldoni, escenografía de Christophe Lidon, Théâtre Hébertot
- 2010 : La Serva amorosa, de Carlo Goldoni, escenografía de Christophe Lidon, Théâtre du Gymnase y gira
- 2011 : La Serva amorosa, de Carlo Goldoni, escenografía de Christophe Lidon, Teatro Nacional de Niza y gira
- 2012 - 2013 - 2014 - 2015: Le Père, de Florian Zeller, escenografía de Ladislas Chollat, Théâtre Hébertot y Teatro de los Campos Elíseos
- 2016 : Avant de s'envoler, de Florian Zeller, escenografía de Ladislas Chollat, Théâtre de l'Œuvre

## Filmografía

### Cine
- 1951 : Le Dindon, de Claude Barma
- 1954 : Si Versailles m'était conté, de Sacha Guitry
- 1954 : Les Intrigantes, de Henri Decoin
- 1954 : Votre dévoué Blake, de Jean Laviron
- 1956 : Notre-Dame de Paris, de Jean Delannoy
- 1956 : En effeuillant la marguerite, de Marc Allégret
- 1958 : La Bigorne, caporal de France, de Robert Darène
- 1958 : Mimi Pinson, de Robert Darène
- 1959 : Maigret et l'affaire Saint-Fiacre, de Jean Delannoy
- 1959 : 125, rue Montmartre, de Gilles Grangier
- 1962 : Adieu Philippine, de Jacques Rozier
- 1964 : Pas question le samedi, de Alex Joffé
- 1965 : Monnaie de singe, de Yves Robert
- 1966 : Martin soldat, de Michel Deville
- 1967 : Toutes folles de lui, de Norbert Carbonnaux
- 1968 : Les Cracks, de Alex Joffé
- 1969 : Appelez-moi Mathilde, de Pierre Mondy
- 1973 : Traitement de choc, de Alain Jessua
- 1975 : Chobizenesse, de Jean Yanne
- 1983 : La Crime, de Philippe Labro
- 1990 : Hiver 54, l'abbé Pierre, de Denis Amar
- 1995 : Mon homme, de Bertrand Blier
- 2001 : Mortel transfert, de Jean-Jacques Beineix
- 2002 : Une affaire privée, de Guillaume Nicloux
- 2015 : L'Antiquaire, de François Margolin

### Televisión
- 1955 : Le Réveillon, de Marcel Bluwal
- 1956 : La Machine à écrire, de Jean Meyer
- 1956 : La Belle Hélène, de Jacques Offenbach
- 1959 : Les Trois Mousquetaires, de Claude Barma
- 1959 : L'homme qui se donnait la comédie, de François Chatel
- 1960 : Montserrat, de Stellio Lorenzi
- 1962 : La Nuit des rois, de Claude Barma
- 1963 : Teuf-Teuf, de Georges Folgoas
- 1970 : La Princesse d'Elide, de Jeannette Hubert
- 1970 : Au théâtre ce soir : Un fil à la patte, de Georges Feydeau, escenografía de Jacques Charon, dirección de Pierre Sabbagh, Théâtre Marigny
- 1972 : Kean, un roi de théâtre, de Marcel Moussy
- 1973 : George Dandin ou le Mari confondu, de Molière, dirección de Jean Dewever
- 1973 : La troupe du roy / une soirée Molière, de Claude Barma
- 1975 : Tartufo, de Molière, dirección de Pierre Badel
- 1975 : Trente ans ou la vie d'un joueur, de Marcel Moussy
- 1975 : Le Docteur noir, de Gérard Vergez
- 1976 : Robert Macaire, dirección de Roger Kahane, con Geneviève Fontanel y Pierre Doris
- 1976 : Don César de Bazan, de Jean-Pierre Marchand
- 1979 : Les papas naissent dans les armoires, de Gérard Vergez
- 1982 : Deburau, dirección de Jean Prat
- 1987 : Chacun sa vérité, de Jean-Daniel Verhaeghe
- 2003 : Sarah, de John Murell, escenografía de Bernard Murat, dirección de Yves Di Tullio
- 2004 : Volpone, dirección de Frédéric Auburtin
- 2010 : Manon Lescaut, de Gabriel Aghion
- 2011 : Chez Maupassant : Mon oncle Sosthène de Gérard Jourd'hui
- 2011 : Le Grand Restaurant, de Gérard Pullicino
- 2014 : Le Père, dirección de Christophe Charrier

## Discografía
- Pedro y el lobo (narración)

## Premios
- 1972 : Premio del Sindicato de la crítica: Premio al mejor actor por Ricardo III
- 1990 : Premios César de 1990 : César al mejor actor secundario por Hiver 54, l'abbé Pierre
- 1992 : Prix du Brigadier : Brigadier honorífico al conjunto de su carrera
- 1992 : Premio Molière al mejor actor secundario por El misántropo
- 1992 : Premio Molière honrífico por el conjunto de su carrera
- 1997 : Premio Molière al mejor actor secundario por Esperando a Godot
- 1999 : Premio Molière al mejor actor por Le Bel Air de Londres
- 2007 : Premio Molière al mejor actor por The Caretaker
- 2013 : Palmarès du théâtre: Premio de honor
- 2014 : Premio Molière al mejor actor por Le Père
- El 5 de diciembre de 2006, Robert Hirsch fue nombrado Comendador de la Orden de las Artes y las Letras.